# イスラエル鉄道

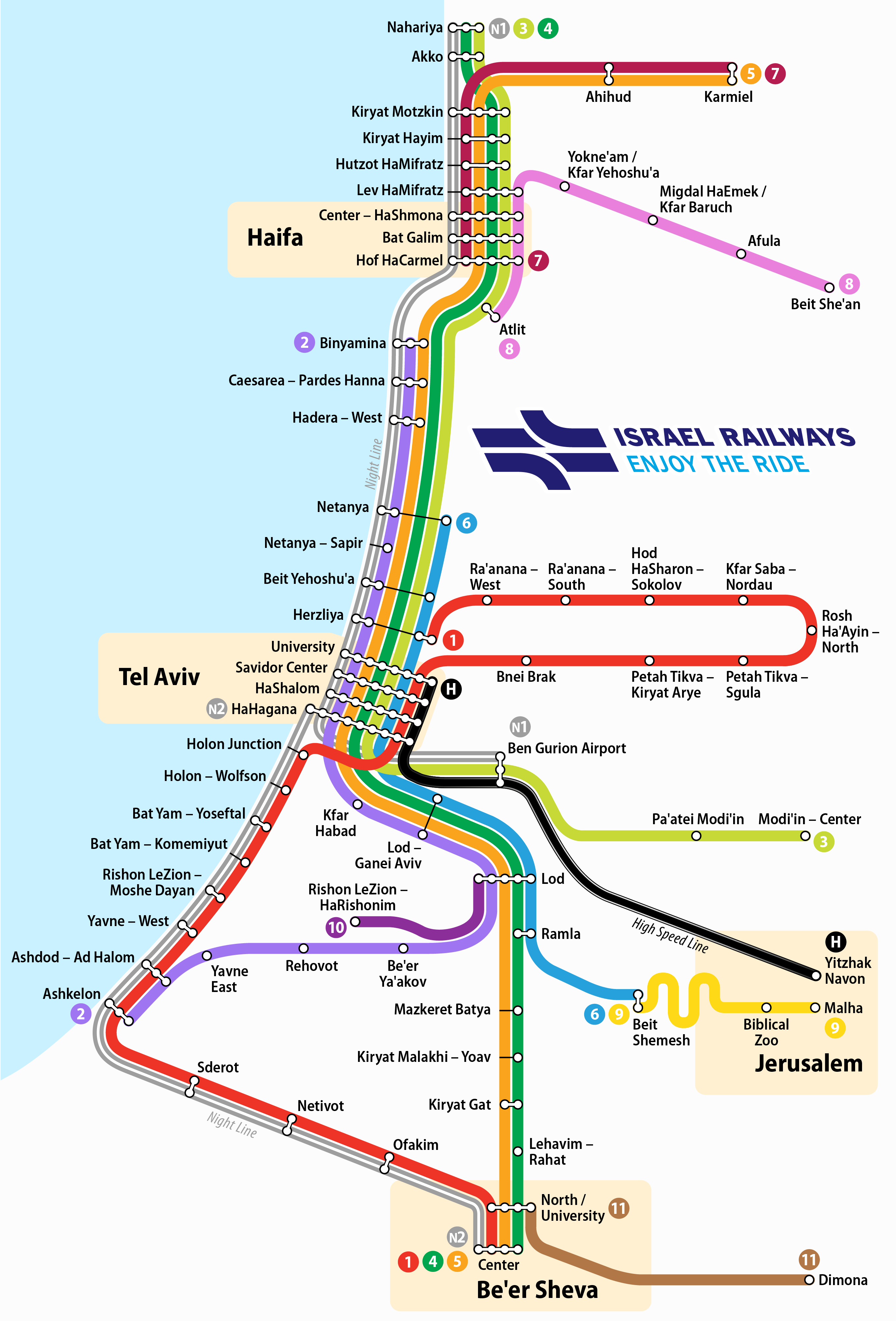
旅客鉄道路線図

イスラエル鉄道（イスラエルてつどう、ヘブライ語: רַכֶּבֶת יִשְׂרָאֵל、Rakévet Yisra'él）は、イスラエルに本社を置く、鉄道を営む企業である。

## 概要
イスラエルの国有鉄道で、国内の主要都市を南北で縦断している。軌道は標準軌を採用している。
セキュリティのため、改札口には検問があり、身分証、手荷物検査等がある（これは鉄道に限らず、公共交通機関、公共施設等では一般的に行われている）。

## 保有車両

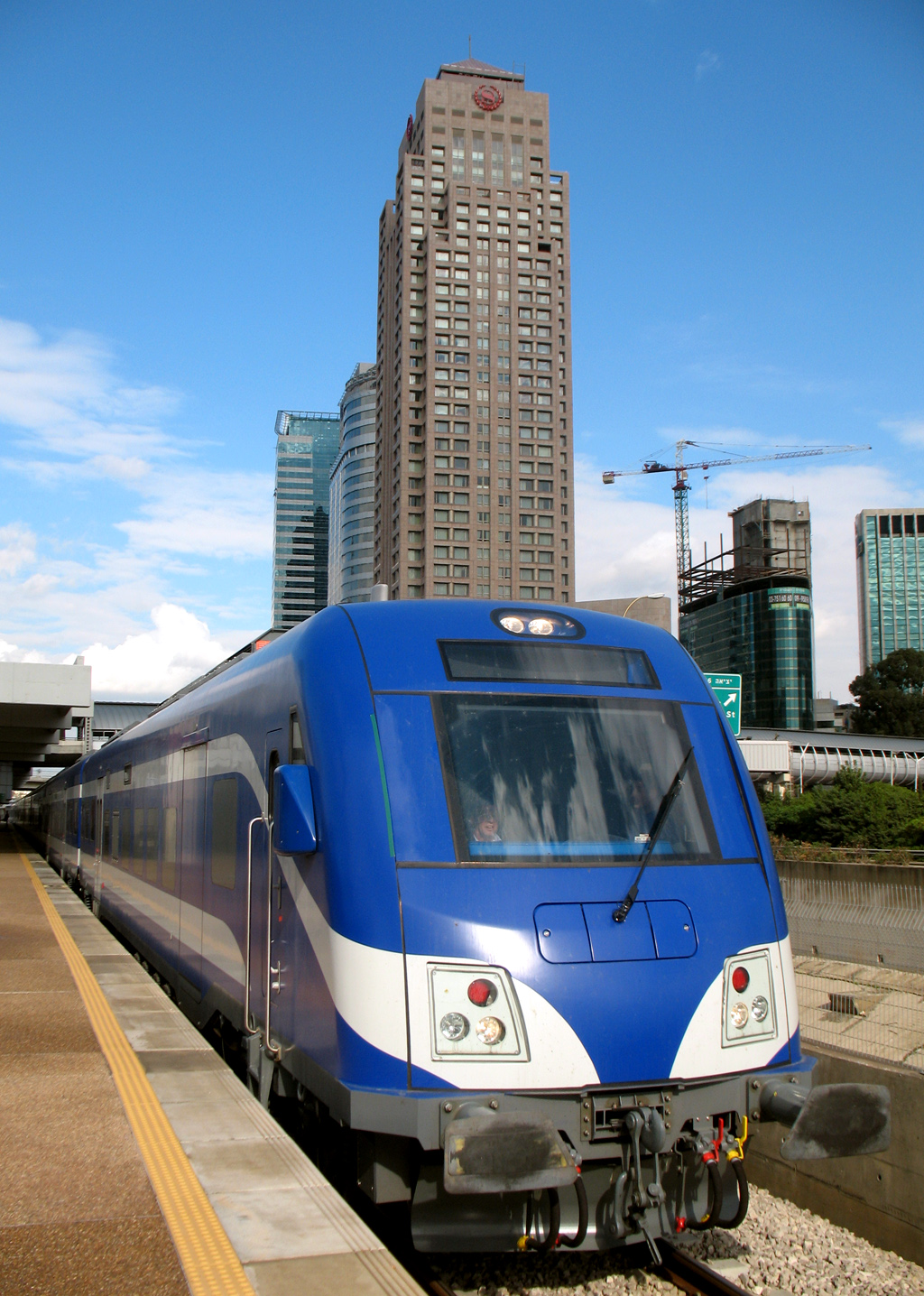
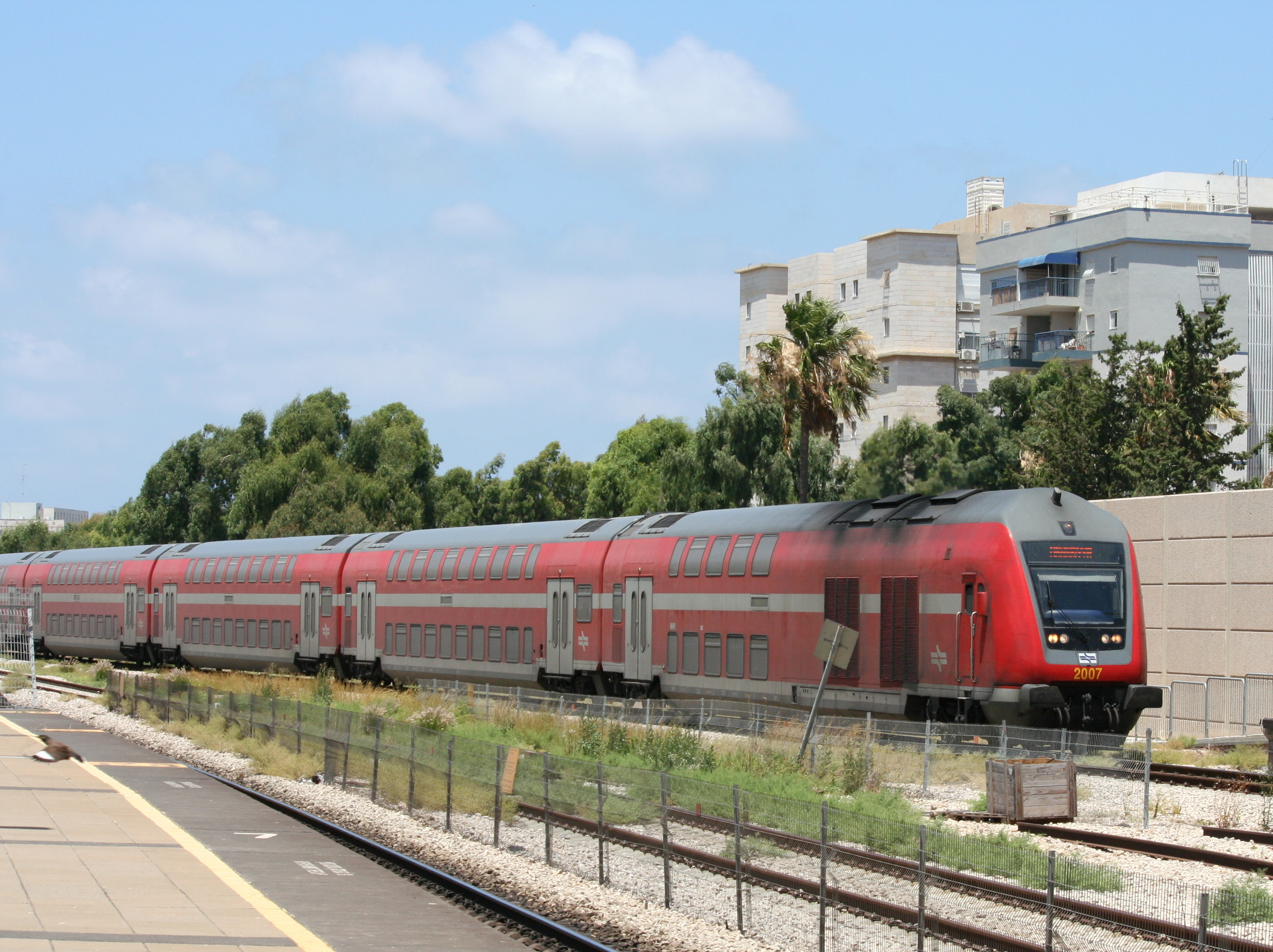
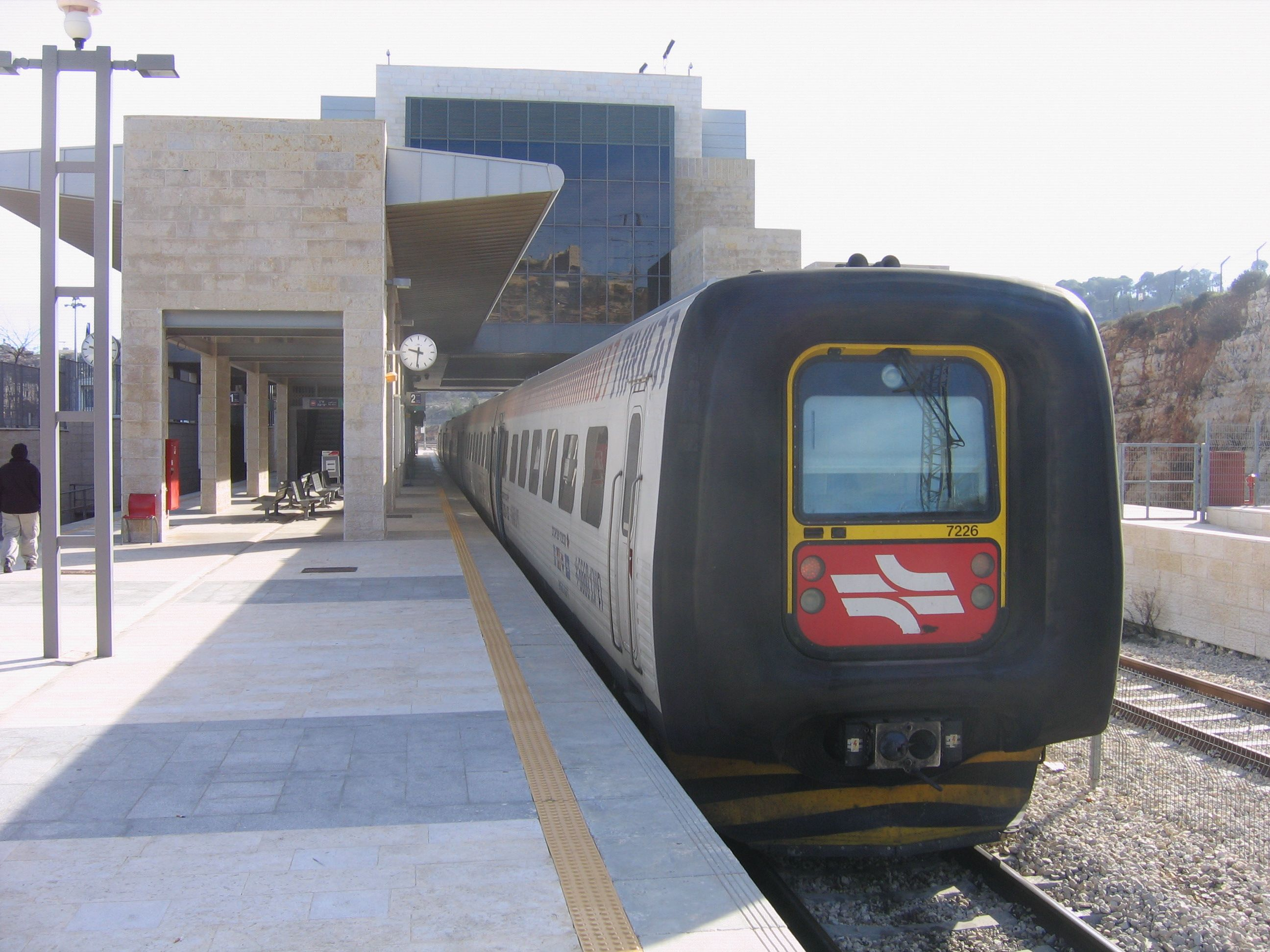
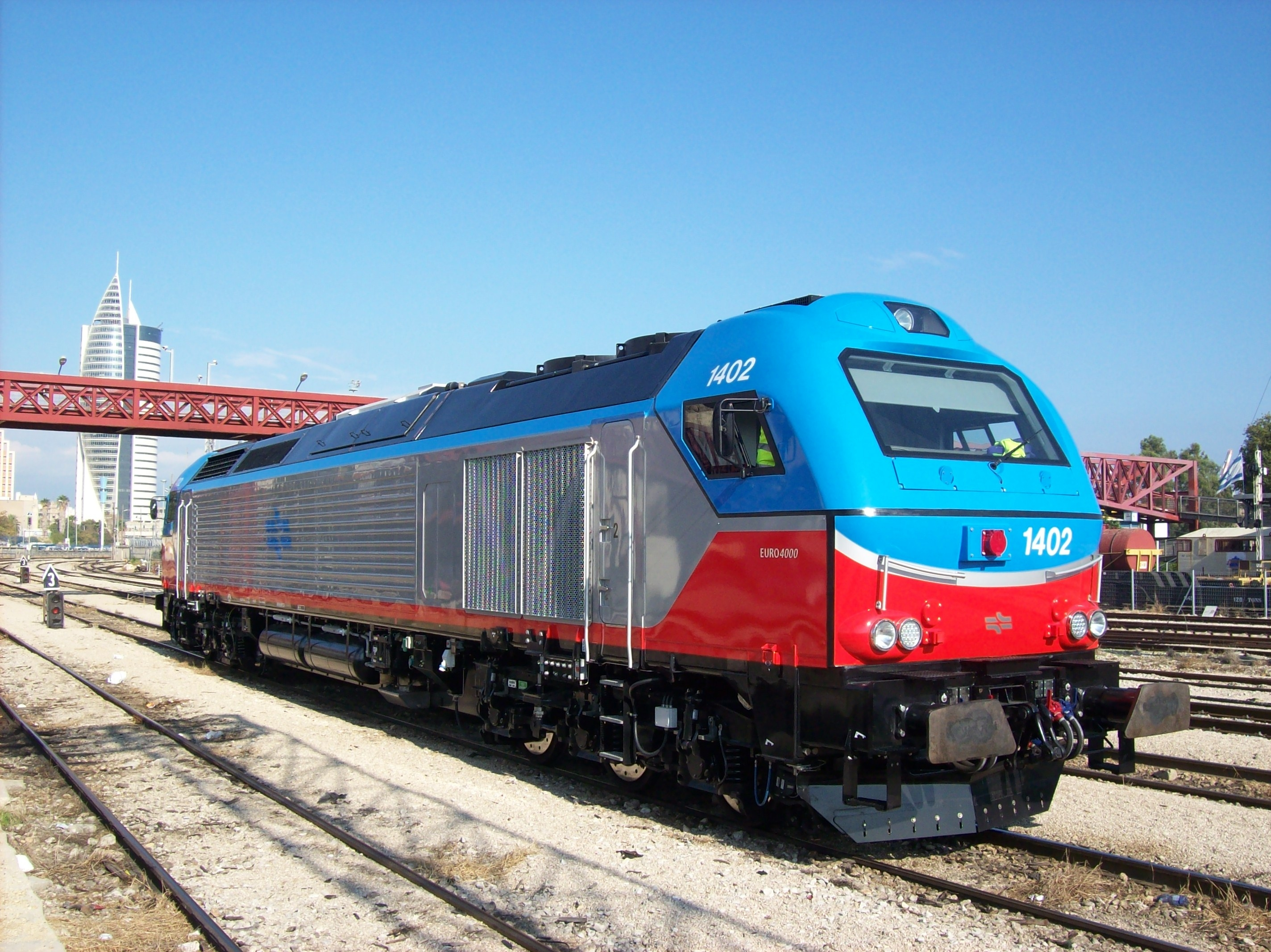

## 路線
| 路線               | 路線                               | 路線 | ターミナル（北部）   |
| 路線               | 路線                               | 路線 | ターミナル（南部）   |
| ------------------ | ---------------------------------- | ---- | -------------------- |
|                    | ナハリヤ＝ベエルシェバ線           |      | ナハリヤ             |
| ベエルシェバ       | ナハリヤ＝ベエルシェバ線           |      |                      |
|                    | ナハリヤ＝モディイン線             |      | ナハリヤ             |
| モディイン         | ナハリヤ＝モディイン線             |      |                      |
|                    | テルアビブ＝ベエルシェバ線         |      | テルアビブ           |
| ベエルシェバ       | テルアビブ＝ベエルシェバ線         |      |                      |
|                    | ハイファ＝キリアット・モツキン線   |      | キリアット・モツキン |
| ハイファ           | ハイファ＝キリアット・モツキン線   |      |                      |
|                    | ビンヤミナ＝アシュケロン線         |      | ビンヤミナ           |
| アシュケロン       | ビンヤミナ＝アシュケロン線         |      |                      |
|                    | クファ・サバ＝リション・レジオン線 |      | クファ・サバ         |
| リション・レジオン | クファ・サバ＝リション・レジオン線 |      |                      |
|                    | ベエルシェバ＝ディモナ線           |      | ベエルシェバ         |
| ディモナ           | ベエルシェバ＝ディモナ線           |      |                      |
|                    | テルアビブ＝エルサレム線           |      | テルアビブ           |
| エルサレム         | テルアビブ＝エルサレム線           |      |                      |